# OpenSUSE
 Denne artikel bør gennemlæses af en person med fagkendskab for at sikre den faglige korrekthed.

openSUSE, (tidligere „SUSE Linux“ eller „SuSE Linux Professional“)
er en Linux-distribution fra firmaet Novell, henholdsvis dets datterselskab Suse Linux GmbH (Software- und System-Entwicklungsgesellschaft mbH, Nürnberg).
Navneskiftet fra Suse Linux til openSUSE skete den 7.december 2006 i forbindelse med offentliggørelsen af version 10.2 for blandt andet at understrege forskellen til de kommercielle produkter SUSE Linux Enterprise Server og SUSE Linux Enterprise Desktop
Ligesom de fleste Linux-distributioner, indeholder openSUSE både en standard grafisk brugergrænseflade (GUI), og et kommandolinje-grænseflade. Under installationen kan brugeren vælge blandt KDE SC, GNOME, LXDE og Xfce GUI'er. openSUSE understøtter tusindvis af softwarepakker på tværs af hele spektret af Gratis software / open source-udvikling, primært installeret igennem programmet YaST Software Management.